# Erica armata
Erica armata är en ljungväxtart som beskrevs av Johann Friedrich Klotzsch och George Bentham. Erica armata ingår i släktet klockljungssläktet, och familjen ljungväxter. Utöver nominatformen finns också underarten E. a. breviaristata.